# II. Henrik navarrai király
II. Henrik (Zangoza/Sangüesa, Navarra, 1503. április 25. – Hagetmau, Franciaország, 1555. május 29.), baszkul: Henrike II.a Labritekoa, occitánul: Enric II de Labrit, franciául: Henri II d'Albret, katalánul: Enric II Albret, spanyolul: Enrique II de Albret, navarrai király, Albret ura és (1550-től) hercege, Foix és Bigorre grófja, Béarn algrófja, Andorra ura. Az Albret-ház tagja. IV. (Bourbon) Henrik (1553–1610) francia és navarrai király nagyapja. Ő volt az utolsó navarrai király, aki az egész Navarrai Királyságot birtokolhatta, még ha csak egy rövid ideig is, mikor 1521-ben sikerült francia segítséggel visszafoglalnia az 1512 óta kasztíliai kézben levő fővárost, Pamplonát a spanyoloktól, de miután V. Károly német-római császár csapatai újra elfoglalták az ország ősi székhelyét, már csak az ország északi csücskére, Alsó-Navarrára terjedt ki az uralma. Navarra északi területéről végül 1530-ban mondott le V. Károly, és ez tette teljessé Navarra azóta is fennálló szétszakítottságát Franciaország és Spanyolország között. Húga, Izabella I. (Szapolyai) János magyar király menyasszonyjelöltje volt 1532-ben. Öccse és annak haláláig az örököse, Károly Nápolynál esett el 1528-ban 17 évesen.

## Élete
Apja az Albret-házi III. János (1477–1516) iure uxoris navarrai király, anyja a Foix-házból származó I. Katalin (1470–1517) navarrai király.
Nyolc nappal a bátyja, András Phoebus halála után, aki 1503. április 17-én hétfőn másfél évesen meghalt, 1503. április 25-én kedden született az új fiúörökös, Henrik, aki ezért rögtön Navarra trónörököse lett, és ezzel elnyerte a Viana hercege címet, így a bánatot újra az öröm váltotta fel a navarrai királyi családban. Már nyolc hónaposa korában, 1503. december 23-án felmerült az eljegyzése a katolikus királyi pár, I. Izabella kasztíliai királynő és II. Ferdinánd aragóniai király 1501-ben született unokájával, Habsburg Izabella főhercegnővel, aki a következő évben a nagyanyja halálával trónra lépő II. Johanna kasztíliai királynő és I. Fülöp kasztíliai király másodszülött lánya volt.
A nemes lovagként számon tartott navarrai király az egész életét annak szánta, hogy az 1512. évi elfoglalását követően, 1515-ben Kasztília részévé nyilvánított Dél-Navarrát, avagy Felső-Navarrát, visszaszerezze. 1521-ben francia katonai segítséggel sikerült visszafoglalni egész Navarrát a fővárossal, Pamplonával együtt, amikor a baszk származású Loyolai Szent Ignác súlyos sebet kapott, és az ekkor tapasztalt látomásainak hatására tért meg. Ugyanakkor a spanyol ellentámádásnak nem tudott ellenállni, így csak a Pireneusokon túl fekvő, és a spanyolok számára nehezen védhető Alsó-Navarrát tudta megtartani.
Felesége, Valois Margit (1492–1549), akinek II. Henrik a második férje volt, a Valois-házból származott, Károlynak (1459–1496), Angoulême grófjának és Lujza (1476–1531) savoyai hercegnőnek a leánya, a reneszánsz francia uralkodónak, I. Ferenc (1494–1547) királynak a nővére, aki Navarrai Margit néven a pikáns történeteiről ismert Heptameron szerzője.
II. Henrik francia oldalon részt vett 1525-ben a paviai csatában, melyet I. Ferenc elveszített V. Károly (1500–1558) császár ellen. A navarrai király fogságba esett, ahonnan kalandos úton szökött meg.
II. Henriket a lánya, III. Johanna (1528–1572) követte a navarrai trónon.

## Gyermekei
- Feleségétől, Valois Margit (1492–1549) francia királyi hercegnőtől, Angoulême grófnőjétől és özvegy alençoni hercegnőtől, 4 gyermek:
  - Johanna (1528–1572), III. Johanna néven navarrai királynő, 1. férje III. Vilmos (1516–1592), Kleve, Jülich és Berg hercege, elváltak,[4] gyermekeik nem születtek, 2. férje Bourbon Antal (1518–1562), Vendôme hercege, iure uxoris navarrai király, 5 gyermek, többek között:
    - (2. házasságából): Bourbon Henrik (1553–1610), III. Henrik néven navarrai király, IV. Henrik néven francia király

  - János (Blois, 1530. július 15. (körül) – Alençon, 1530. december 25.), Viana hercege, navarrai trónörökös
  - N. (leány) (1533 körül–1533 körül), iker, halva született
  - N. (leány) (1533 körül–1533 körül), iker, halva született
- Ágyasától, Marianne Alespée úrnőtől, 1 fiú:
  - János (Jean Alespée), felesége Tècle de La Brunetière, 1 fiú:
    - József (Joseph Alespée), Castelviel ura

## Családfa
| Alain albret-i úr * 1440 körül † 1522 | Alain albret-i úr * 1440 körül † 1522 |                                                   |                                                   | Châtillon-Blois Franciska * 1451 † 1485 | Châtillon-Blois Franciska * 1451 † 1485 |  |  | Gaston vianai herceg * 1444/5 † 1470. XI. 23. | Gaston vianai herceg * 1444/5 † 1470. XI. 23. |                                                     |                                                     | Valois Magdolna * 1443. XII. 1. † 1495. I. 23. | Valois Magdolna * 1443. XII. 1. † 1495. I. 23. |
|                                       |                                       |                                                   |                                                   |                                         |                                         |  |  |                                               |                                               |                                                     |                                                     |                                                |                                                |
|                                       |                                       |                                                   |                                                   |                                         |                                         |  |  |                                               |                                               |                                                     |                                                     |                                                |                                                |
|                                       |                                       | III. János navarrai király * 1477 † 1516. VI. 17. | III. János navarrai király * 1477 † 1516. VI. 17. |                                         |                                         |  |  |                                               |                                               | I. Katalin navarrai királynő * 1470 † 1517. II. 12. | I. Katalin navarrai királynő * 1470 † 1517. II. 12. |                                                |                                                |
|                                       |                                       |                                                   |                                                   |                                         |                                         |  |  |                                               |                                               |                                                     |                                                     |                                                |                                                |
|                                       |                                       |                                                   |                                                   |                                         |                                         |  |  |                                               |                                               |                                                     |                                                     |                                                |                                                |
|                                       |                                       |                                                   |                                                   |                                         |                                         |  |  |                                               |                                               |                                                     |                                                     |                                                |                                                |

|                                             |                                             | 1 Valois Margit * 1492. IV. 11 † 1549. XII. 21. OO 1527. I. 27. | 1 Valois Margit * 1492. IV. 11 † 1549. XII. 21. OO 1527. I. 27. | II. Henrik * 1503. IV. 25. † 1555. V. 29. | II. Henrik * 1503. IV. 25. † 1555. V. 29. | n Marianne Alespée * ? † ? OO ágyas      | n Marianne Alespée * ? † ? OO ágyas      |               |               |
|                                             |                                             |                                                                 |                                                                 |                                           |                                           |                                          |                                          |               |               |
|                                             | 1                                           |                                                                 | 1                                                               |                                           | 1                                         |                                          | 1                                        |               | n             |
| III. Johanna * 1528. XI. 16. † 1572. VI. 9. | III. Johanna * 1528. XI. 16. † 1572. VI. 9. | János * 1530. VII. 15. (körül) † 1530. XII. 25.                 | János * 1530. VII. 15. (körül) † 1530. XII. 25.                 | N. (ikerleány) * 1533 körül † 1533 körül  | N. (ikerleány) * 1533 körül † 1533 körül  | N. (ikerleány) * 1533 körül † 1533 körül | N. (ikerleány) * 1533 körül † 1533 körül | János * ? † ? | János * ? † ? |